# ألبرونورن
ألبرونورن (بالإنجليزية: Albrunhorn)‏ هو أحد جبال سلسلة جبال الألب ليبونتيني وجزء من القمة الأم غروس شينورن يقع في بييمونتي، إيطاليا وكانتون فاليز، سويسرا. يبلغ ارتفاع الجبل حوالي 2885 متر، بينما يبلغ ارتفاع نتوء الجبل 221 متر.